# Bruchophagus muli
Bruchophagus muli is een vliesvleugelig insect uit de familie Eurytomidae. De wetenschappelijke naam is voor het eerst geldig gepubliceerd in 1985 door Boucek & Brough.